# Bitva u Markelli (792)
Bitva u Markelli byla ozbrojený střet mezi vojsky první bulharské říše a Byzance. Z bitvy, jež se odehrála 20. července 792 vyšla vítězně strana bulharská.

## Okolnosti bitvy
Roku 777 se dostal k moci v Bulharsku chán Kardam, který začal upevňovat bulharský stát. Ve chvíli, když si byl jist svojí sílou, zahajíl proti Byzanci vojenské akce a roku 789 porazil v údolí řeky Strumy byzantské oddíly. Byzantský císař Konstantin VI. v odpověď na to vyrazil s vojskem proti Bulharům, ale kvůli silnému bulharskému odporu v menší bitvě u Adrianopole se musel stáhnout zpět a na výpravu novou se vydal až příštího roku.

## Průběh
Císař dotáhl k pevnosti Markelli a zde se obě armády 20. července 792 střetly. Výsledkem bylo naprosté bulharské vítězství.

## Následky
Konstantin se při následujících jednáních zavázal platit roční tribut, ale odváděl ho pouhé čtyři roky a poté původní dohodu vypověděl. To vedlo k novému tažení, jež tentokrát  mezi oběma vládci skončilo uzavřením míru bez jakýchkoliv vojenských akcí. Nedlouho nato byl Konstantin svržen z trůnu vlastní matkou Irene a oslepen.